# Jungermannials
Les Jungermannials són l'ordre més gran de les hepàtiques: tenen unes 3500 espècies  segons "Global Biodiversity Information Facility". És un grup bastant homogeni en el seu conjunt. Els gametòfits són la generació principal, com en tots els briòfits, on té lloc la reproducció sexual: són plantes folioses que s'assemblen bastant a petites molses si hom no s'hi fixa prou detingudament.
Tenen un eix principal (anomenat caulidi) d’on surten unes “fulletes” fines  (fil.lidis)  a banda i banda de la “tija”. El caulidi pot mesurar entre pocs mil·límetres a 3 o 4 cm de llarg en les espècies més grans. Aquest caulidi sol ramificar-se en un pla  que, a causa de la seva organització dorsiventral i de les “fulles” superposades en forma d'escates, formant dos rengles ben definits, els hi dóna el seu típic aspecte ajagut sobre el substrat, que les diferencia de les molses que puguin haver al seu costat.
Les “fulles” de els jungermannials tenen una sola capa de cèl·lules i solen tenir formes més menys arrodonides. No és estrany que aquesta làmina es doblegui sobre si mateixa, creant uns petits lòbuls o estructures especials que semblen que aquest fil·lidis estiguin doblats.
A més, a la cara ventral dels caulidis, en moltes espècies, observant-ho amb una lupa potent, es pot veure un tercer verticil de fil·lidis (anomenades amfigastris) molt més reduïts i sovint dividits que serveixen per determinar correctament a les espècies.
Els anteridis (on  es desenvolupen els gàmetes masculins) apareixen a l’axil·la dels fil·lidis. Els arquegonis (on hi ha els gàmetes femenins) surten a l’extrem dels caulidis, envoltats per un periant format per fulletes transformades. L'esporòfit apareix sobre aquest periant i és de vida efímera. Presenta un peu hialí i una càpsula arrodonida que esclata mitjançant 4 valves i expulsa a les espores.

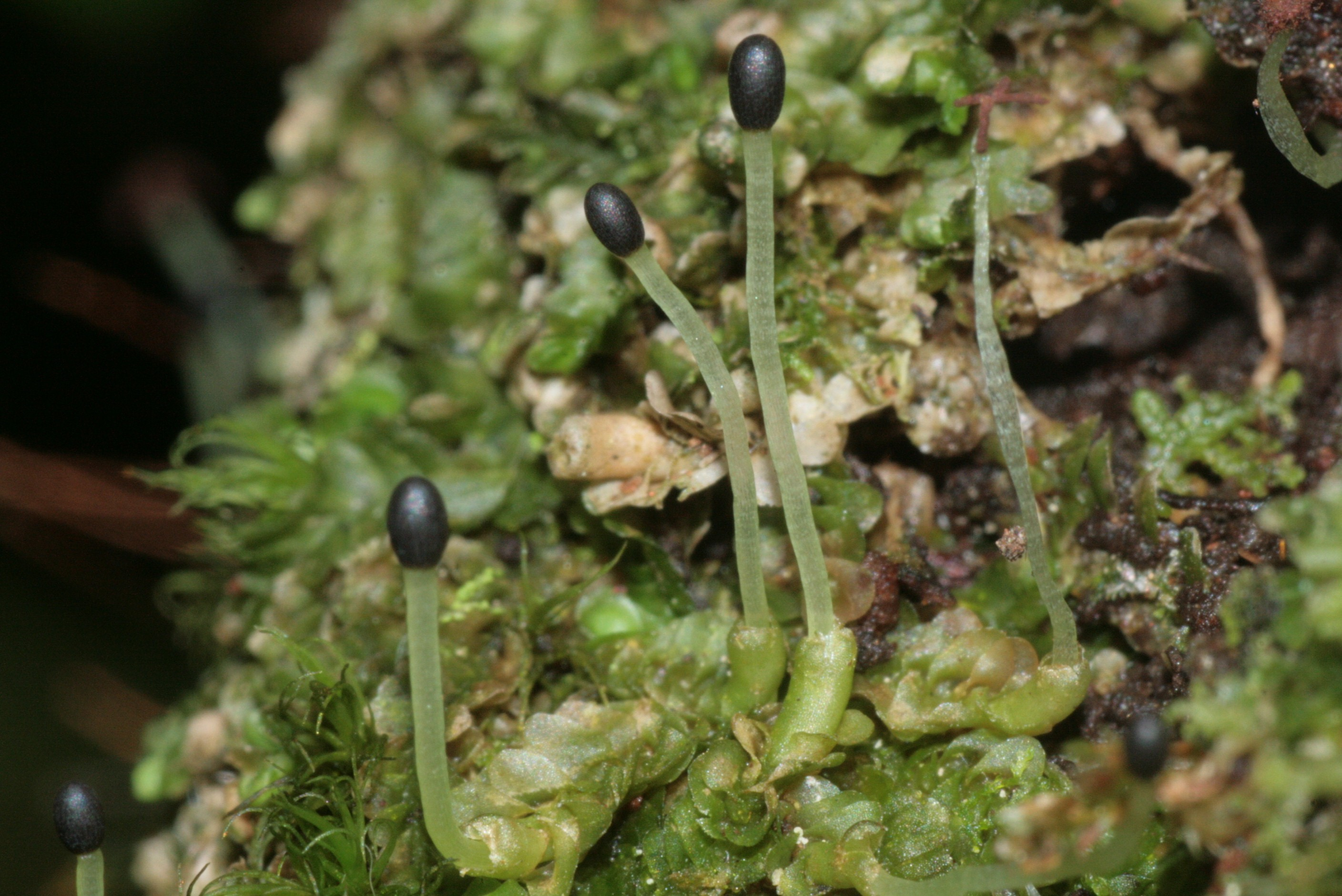
Jungermannia leiantha: esporòfits
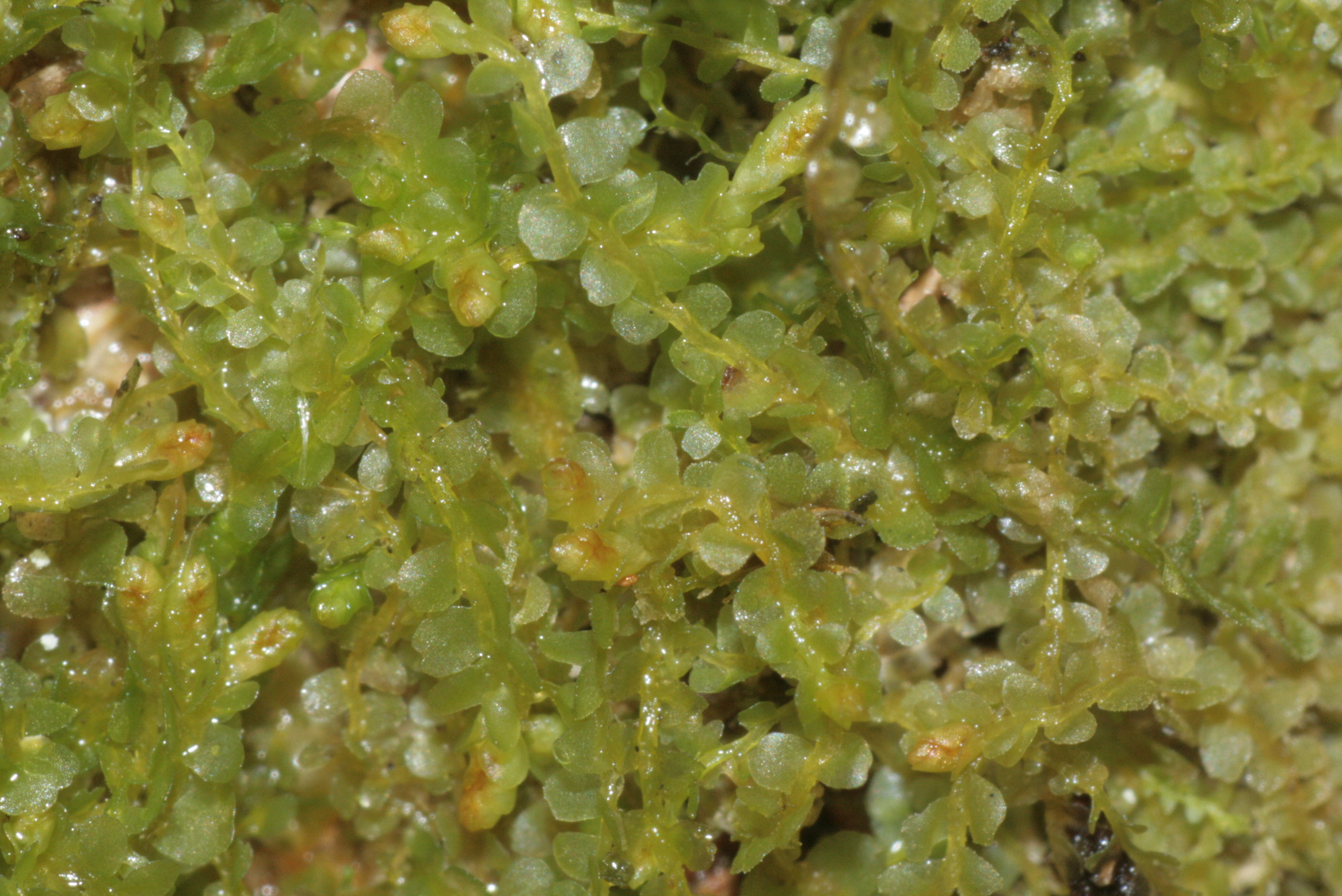
Jamesoniella autumnalis (Adelanthaceae)
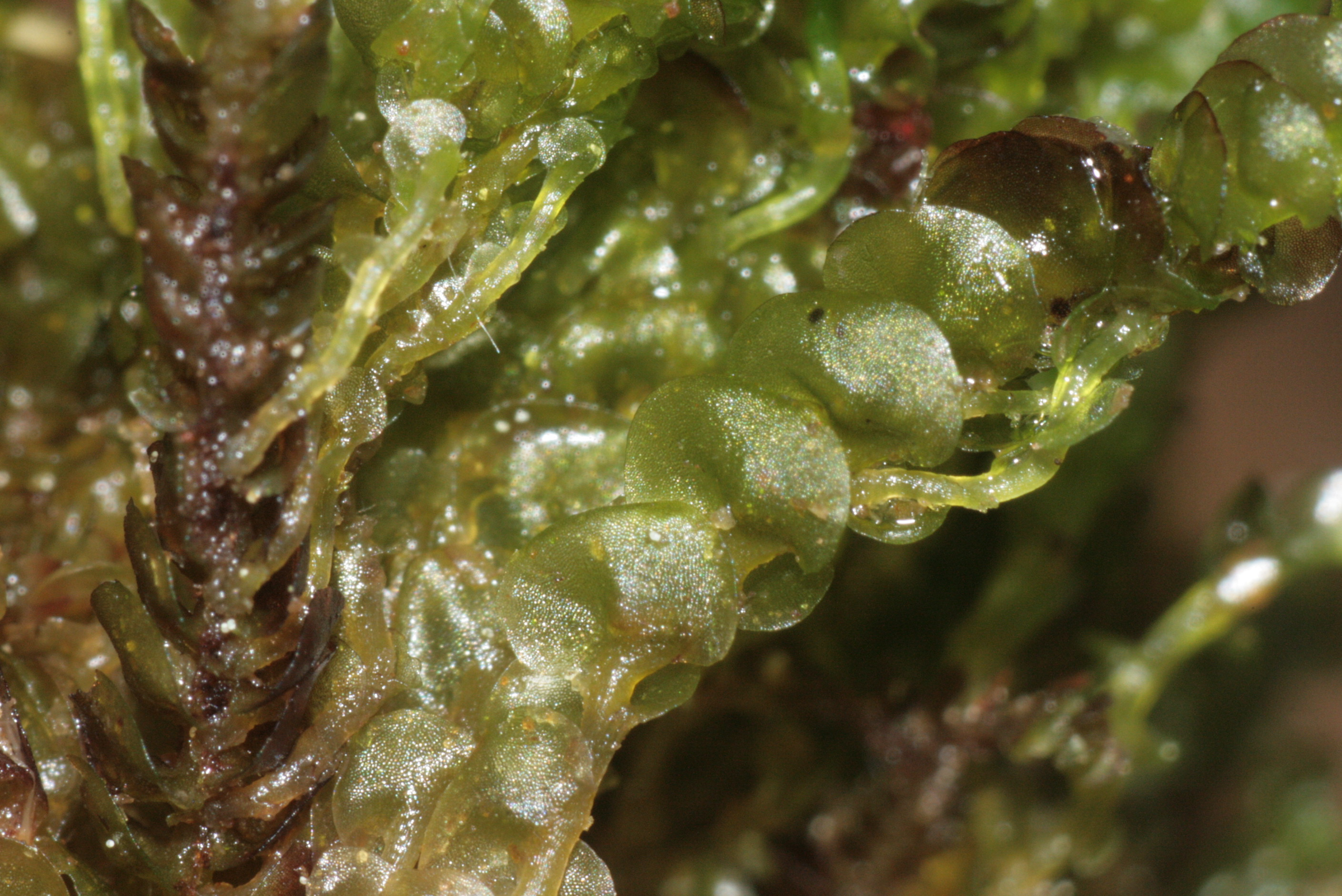
Nardia compressa (Gymnomitriaceae)

## Famílies de Jungermannials
agrupades en cinc subordres, segons la classificació de Söderström  et al. 2016
- Cephaloziineae Schljakov [Jamesoniellineae]
  - Adelanthaceae Grolle 1972 [Jamesoniellaceae He-Nygrén et al. 2006]
  - Anastrophyllaceae Söderström et al. 2010b
  - Cephaloziaceae Migula 1904
  - Cephaloziellaceae Douin 1920 [Phycolepidoziaceae Schuster 1967]
  - Lophoziaceae Cavers 1910
  - Scapaniaceae Migula 1904 [Diplophyllaceae Potemk. 1999; Chaetophyllopsaceae Schuster 1960]
- Jungermanniineae Schuster ex Stotler & Crandall-Stotler 2000 [Geocalycineae Schuster 1972]
  - Acrobolbaceae Hodgson 1962
  - Antheliaceae Schuster 1963
  - Arnelliaceae Nakai 1943
  - Balantiopsidaceae Buch 1955
  - Blepharidophyllaceae Schuster 2002
  - Calypogeiaceae Arnell 1928 [Mizutaniaceae Furuki & Iwatsuki 1989]
  - Endogemmataceae Konstantinova, Vilnet & Troitsky 2011
  - Geocalycaceae von Klinggräff 1858
  - Gymnomitriaceae von Klinggräff 1858
  - Gyrothyraceae Schuster 1970
  - Harpanthaceae Arnell 1928
  - Hygrobiellaceae Konstantinova & Vilnet 2014
  - Jackiellaceae Schuster 1972
  - Jungermanniaceae Reichenbach 1828 [Mesoptychiaceae Inoue & Steere 1975; Delavayellaceae Schuster 1961]
  - Notoscyphaceae Crandall-Stotler, Vana & Stotler
  - Saccogynaceae Heeg
  - Solenostomataceae Stotler & Crandall-Stotler 2009
  - Southbyaceae Váňa et al. 2012
  - Stephaniellaceae Schuster 2002
  - Trichotemnomataceae Schuster 1972
- Lophocoleineae Schljakov 1972 [Pseudolepicoleineae; Trichocoleineae]
  - Blepharostomataceae Frey & Stech 2008
  - Brevianthaceae Engel & Schuster 1981
  - Chonecoleaceae Schuster ex Grolle 1972
  - Grolleaceae Solari ex Schuster 1984
  - Herbertaceae Müller ex Fulford & Hatcher 1958
  - Lepicoleaceae Schuster 1963 [Vetaformataceae Fulford & Taylor 1963]
  - Lepidoziaceae Limpricht 1877 [Neogrollaceae]
  - Lophocoleaceae Vanden Berghen 1956
  - Mastigophoraceae Schuster 1972
  - Plagiochilaceae Müller & Herzog 1956
  - Pseudolepicoleaceae Fulford & Taylor 1960
  - Trichocoleaceae Nakai 1943
- Myliineae Engel & Braggins ex Crandall-Stotler et al.
  - Myliaceae Schljakov 1975
- Perssoniellineae Schuster 1963
  - Schistochilaceae Buch 1928 [Perssoniellaceae Schuster ex Grolle 1972]